# Cratere Bek
Bek  è un cratere sulla superficie di Mercurio.